# Модіолус із Ольвії

Модіолус із Ольвії — керамічний келих з одною ручкою та пласким денцем, прикрашений ліпленими рельєфами. Походить з античного поховання в давньогрецькому місті Ольвія в Україні (сучасна назва село Парутине.

## Опис твору
Кераміка з розписами вазописців класичної доби поступилася місцем керамічним виробам спрощених форм, що імітували вироби з коштовних металів ( золото, срібло, бронза) без декору або з декором спрощеним чи у вигляді рельєфів.
Келих з одною ручкою та пласким донцем, виготовленій із кераміки і вкритий зеленуватою глазуррю, що імітує колір бронзи, належить саме до них. Висота 18 сантиметрів, трохи розширяється догори, має відігнутий край та одну ручку. Зовнішні боки келиха прикрашені ліпленими рельєфами, де видно п'ятеро персонажів — дві чоловічі постаті і три — жіночі. Низ келиха прикрашають орнаменти у вигляді ов та керамічних валиків.

## Сюжет рельєфу і його інтерпретація

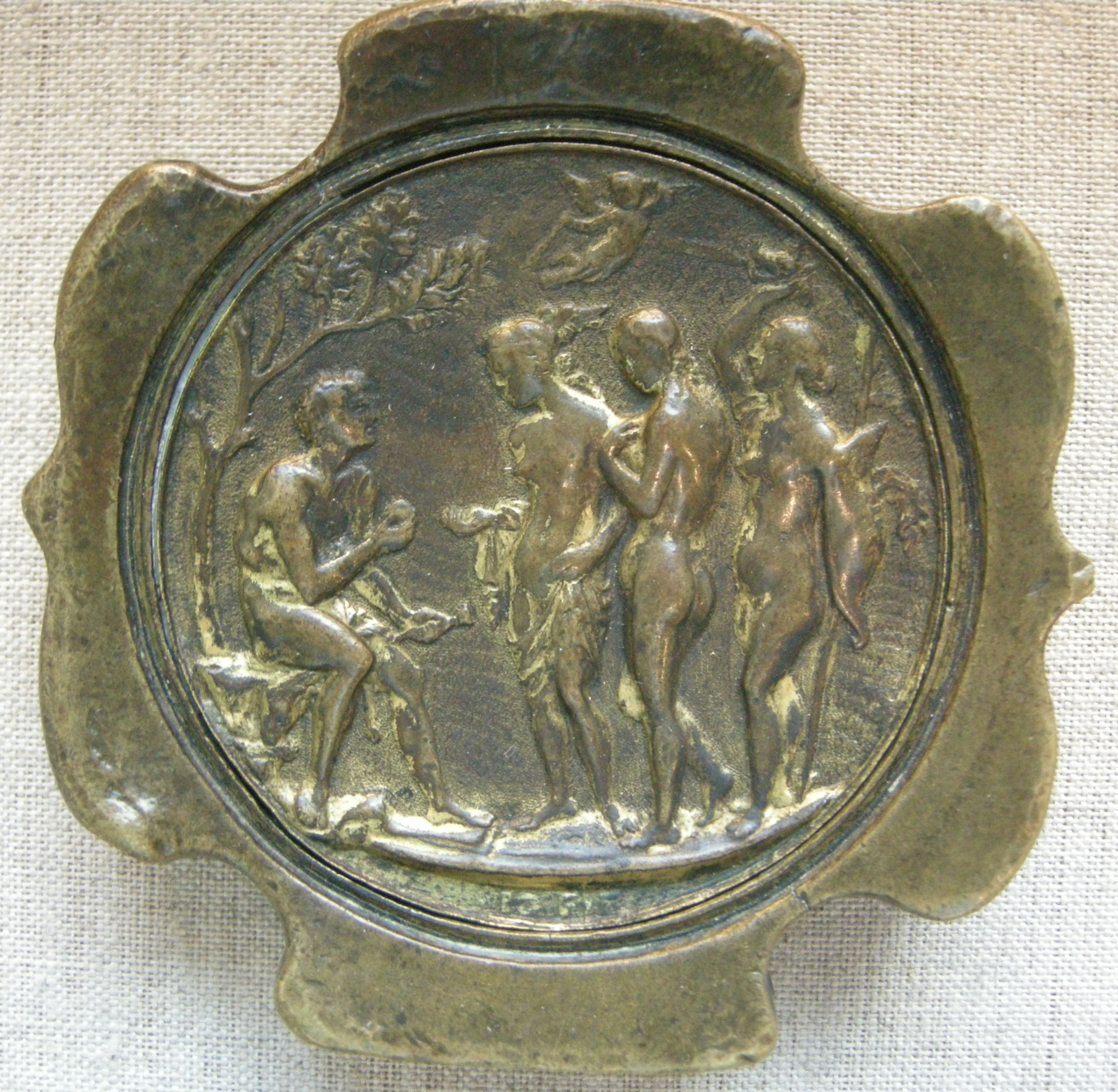
Суд Паріса на металевому рельєфі.

Керамічний модіолус із Ольвії не має пояснювальних написів, але сюжет рельєфу розпізнається добре за іншими аналогами. Це — суд Паріса. Дві чоловічі постаті — це бог Гермес з власним атрибутом кадуцеєм та пастушок Паріс, якому довірили нелегке рішення — винести вердикт, яка з богинь Олімпа найкрасивіша. За звання найвродлившої змагалися ревнива Гера, дружина Зевса, розсудлива Афіна-воїтелька, богиня мудрості і Афродіта. Хитра Афродіта пообіцяла юнаку Парісу найкрасивішу з жінок — в обмін на звання найвродливішої. Саме Афродіта і отримала перший приз — яблуко з рук Паріса і звання найкрасивішої.

Рельєф на зовнішніх боках келиха ліплений вручну і виглядає неохайним, а фігури — гротесковими, майже карикатурними. Молоденький Паріс, з худорлявими руками і ногами, виглядає переляканим, бо знає про некерований характер Гери. Хитрий Гермес відсторонився від відповідальності за важке рішення, передовіривши його смертному, стоїть осторонь, підперши голову рукою. Карикатурно подані і три богині. Гера з презирством піднімає край власної сукні, демонструючи зневажливе ставлення і до мудрої Афіни, і до вродливої і хитрої Афродіти. Другу руку піднесла вгору, наче намагається вдарити Афіну і розпочати ганебну жіночу бійку. Афіна і Афродіта, відхилились від розлюченої Гери і намагаються захистити себе від її гніву. В інтерпретації сюжету невідомим керамістом — нема і натяку на пошану до вередливих богинь, яким притаманні усі недоліки живих людей: марнославство, хитрість, заздрість, зловживання власним станом. Пародійне, комічне чи карикатурне зображення давньогрецьких богів не новина в мистецтві еллінізму. Дослідники згадують про популярність комедії фліаків, що набули популярності в давньогрецькому театрі, починаючи ще з IV століття до н. е. Відомо, що в давньогрецьких містах колоніях на Півдні сучасної Італії, йшли саме такі комедії, де сюжети про богів Олімпу подавалися комічно чи карикатурно. Розігрували подібні сцени актори — міми і в інших містах. Сюжет на керамічному модіолусі із Ольвії карикатурним характером дуже нагадує сценку з такої комедії.

## Провенанс (історія побутування витвору)
Керамічний модіолус був знайдений 1891 року розкрадачами античних могил — селянами з Парутине ( нині Миколаївська область, Україна ) на території некрополя в Ольвії. Був проданий, пройшов через збірки декількох колекціонерів і з 1924 року зберігається у збірках Музею образотворчих мистецтв у Москві.